# Tiago (nome)
Tiago é um prenome da onomástica da língua portuguesa. Tem origem no nome latino Iacobus, que por sua vez é uma latinização do nome hebreu Ya'akov (יעקב) ou Jacó.
De facto, sabe-se que Jacó teria nascido segurando o calcanhar de seu irmão gêmeo Esaú. O mesmo termo poderia também ter o sentido de suplantar, em alusão ao prato de lentilhas que toma Jacó em lugar de Esaú, quebrando um direito de primogenitura, pelo qual o prato corresponderia a seu irmão, nascido alguns minutos antes.
Tiago é, na verdade, uma corruptela da outra versão portuguesa de Ya'acov que é Iago. O nome Tiago surgiu da aglutinação de dois elementos Santo e Iago que produziu Santiago. Por sua vez, ao se separar novamente a palavra Santo, surgiu uma corruptela que depois viria a se tornar o nome Tiago.
No Brasil, por não existir controle ortográfico oficial dos nomes próprios, é também muito comum a versão arcaica Thiago, derivada de uma falsa etimologia que atribuía sem qualquer fundamento o th de uma suposta origem grega iniciada com a letra θ.
Além de Jacó e Iago, o nome Tiago também tem outras versões como Diogo e Jaime.

## Outras formas do nome Jacó em diversas línguas
Jacó é, sem dúvida, o nome ocidental que conta com mais variantes com relação à sua origem. Na maioria das línguas européias existem mais de três variantes.
- português : Jacó, Jaime, Diogo, Iago e Tiago.
- alemão : Jakob.
- árabe : Ya'qub (يعقوب)
- armênio : Hagop (Հակոբ)
- castelhano : Jacobo, Jaime, Diego e Iago e, por justaposição, Santiago.
- catalão : Jacob e Jaume.
- finlandês :  Jaakob, Jaakoppi e Jaakko
- francês : Jacques e Jacqueline (feminino).
- galego :  Xacobe, Xaime, Diego e Iago e, por justaposição, Santiago.
- grego : Iákovos (Ιάκωβος).
- inglês : Jacob, Jack, Jake, James, Jim, Jimmy (diminutivo), entre outros.
- irlandês : Séamas e Seamus (anglicismo).
- italiano : Giacobbe, Giacomo e Jacopo (arcaico).
- latim : Iacobus e Jacomus.
- neerlandês (holandês) : Jacobus e Jaap (diminutivo).
- polaco : Jakub.
- romeno : Iacob.
- russo : Yakov (Яков)
- ucraniano : Yakiv (Яків)